# MVO Nederland

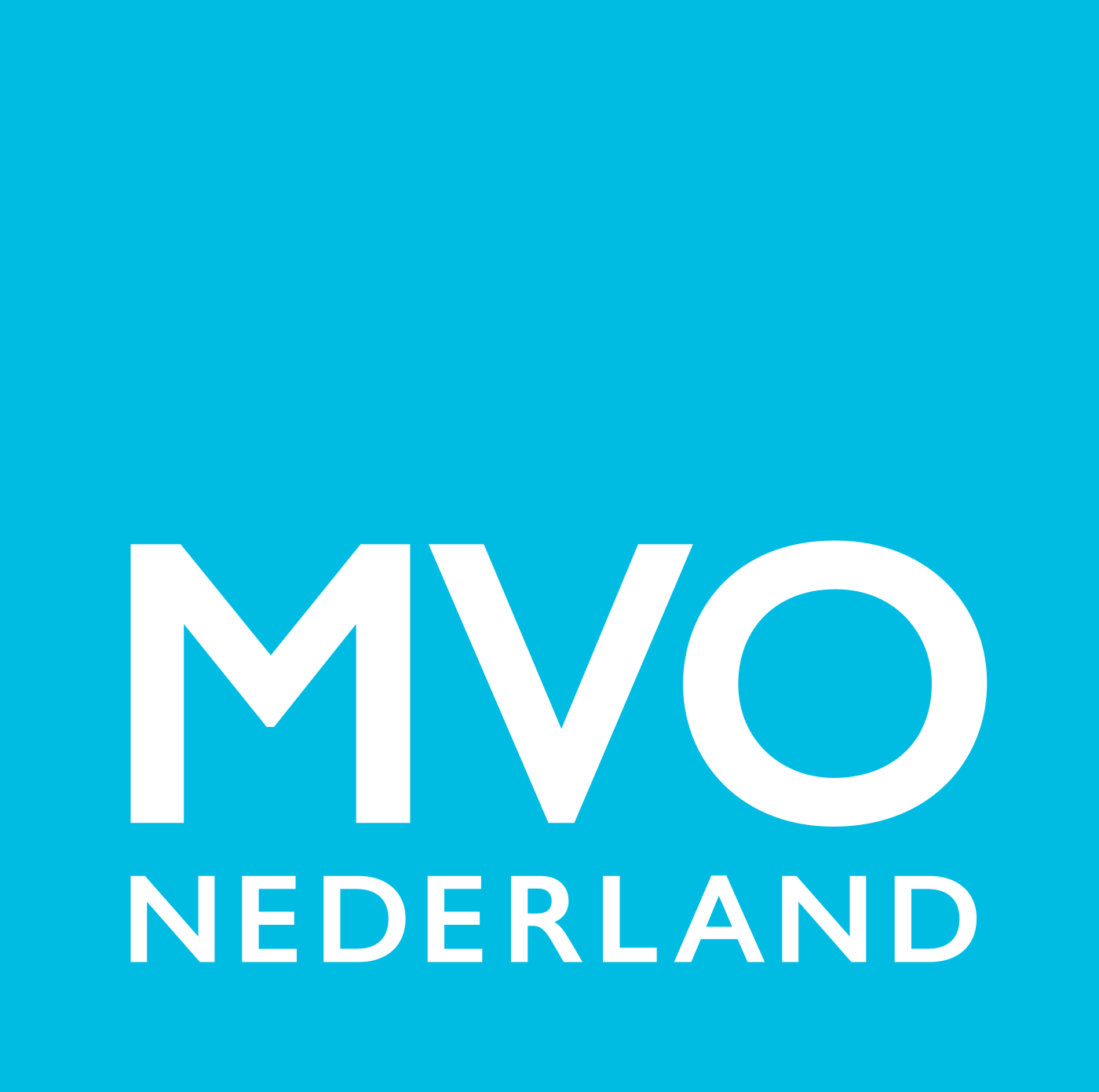
MVO Nederland logo

MVO Nederland is een kennis en informatiecentrum. MVO staat voor maatschappelijk verantwoord ondernemen. De organisatie stimuleert en ondersteunt bedrijven om bij te dragen aan een economie binnen de grenzen van natuur en maatschappij. Daarnaast spoort het de overheid aan om duurzaam ondernemen de standaard te maken. De stichting zetelt in Utrecht.

## Geschiedenis
De Sociaal-Economische Raad bracht onder voorzitterschap van Herman Wijffels het rapport De Winst van Waarden uit, dat mede de opmaat vormde voor de oprichting van een kenniscentrum. Dit gebeurde op initiatief van het Ministerie van Economische Zaken en uiteindelijk grondlegger staatssecretaris Gerrit Ybema. In eerste instantie kreeg de stichting de naam "het kennis- en informatiecentrum Maatschappelijk Verantwoord Ondernemen", in 2013 werd de nieuwe naam MVO Nederland. 

Per 1 januari 2018 volgde een fusie met De Groene Zaak van Marga Hoek.

## Doelstelling
De doelstelling van de stichting is de kanteling naar de nieuwe economie te versnellen. In 2025 moet het kantelpunt bereikt zijn: 20% van de economie van Nederland gaat om in de nieuwe economie.
Om de voortgang te meten ontwikkelde men de Nieuwe Economie Index (NEx). Deze index bestaat uit zeven thema’s: nieuwe rijkdom, circulaire economie, biodiversiteit, echte prijzen, inclusief ondernemen, groene energie en transparante ketens. 
Vanuit de NEx van 2024 blijkt dat 17,5 procent van het Nederlandse bedrijfsleven duurzaam is.